# Hernán Menosse
Hernán Menosse, vollständiger Name Jorge Hernán Menosse Acosta, (* 28. April 1987 in San Carlos) ist ein uruguayischer Fußballspieler.

## Karriere
Der 1,83 Meter große Defensivakteur Menosse stand zu Beginn seiner Karriere ab der Apertura 2009 im Kader des seinerzeitigen Erstligisten Club Atlético Atenas. In der Saison 2009/10 bestritt er dort 16 Partien in der Primera División und erzielte einen Treffer. 2012 wechselte er zu den Montevideo Wanderers und kam dort in der restlichen Spielzeit 2011/12 zu zwei weiteren Erstligaeinsätzen. In der Saison 2012/13 lief er dann 28-mal für die Montevideaner in der Primera División auf und schoss ein Tor. Mitte 2013 führte sein Karriereweg nach Spanien, wo er sich auf Leihbasis Recreativo Huelva anschloss. Bei den Spaniern debütierte er am 14. September 2013 in der Partie gegen CD Mirandés in der Segunda División. Sein erstes Pflichtspiel bei seinem neuen Arbeitgeber hatte er bereits drei Tage zuvor in der Copa del Rey im Aufeinandertreffen gegen Sporting Gijón bestritten. Bis zum Abschluss der Spielzeit 2013/14 absolvierte er 23 Ligabegegnungen, erzielte dabei zwei Tore und lief zudem viermal in der Copa del Rey auf. Nach der Saison wurde der Leihvertrag verlängert. In der Spielzeit 2014/15 wurde er in 38 Partien (vier Tore) der Liga Adelante und zwei Begegnungen (kein Tor) der Copa del Rey eingesetzt. Anfang Juli 2015 wechselte er nach Kolumbien zu Once Caldas. Bei den Kolumbianern absolvierte er 33 Ligaspiele (ein Tor) und zwölf Partien (ein Tor) der Copa Colombia. Im Juli 2016 verpflichtete der argentinische Verein Rosario Central den noch bis Juni 2018 an Once Caldas vertraglich gebundenen Menosse für ein Jahr auf Leihbasis mit Kaufoption. Bei den Argentiniern kam er in 14 Ligaspielen (kein Tor) – letztmals am 21. Juni 2017 – und zwei Pokalpartien (kein Tor) zum Einsatz. Im Juli 2017 schloss er sich dem spanischen Erstligisten FC Granada an.